# Übertötung
Übertötung, auch Mehrfachtötung, ist ein Begriff aus der Kriminalistik, der verwendet wird, wenn bei einem Tötungsdelikt der Angreifer gegenüber dem Opfer deutlich mehr Gewalt anwendet, als zur eigentlichen Tötung nötig gewesen wäre.
Formen können beispielsweise sein:
- Eine völlig überzogene Anzahl an Messerstichen[1][2]
- Exzessive Verstümmelungen, oft an sexuell signifikanten Körperteilen wie etwa primären und sekundären Geschlechtsteilen, aber auch an Schenkeln, Hals und Bauch[3]
- Gewaltanwendung gegen und Erniedrigung eines bereits wehrlosen oder sogar schon toten Opfers[4]

Übertötung ist ein Anzeichen für besondere Wut und Aggression, was auf eine persönliche Beziehung zwischen Täter und Opfer hinweisen kann. In Einzelfällen tritt sie aber auch bei Bereicherungsdelikten oder bei jungen Straftätern auf.
Der englische Begriff Overkill für dieses Phänomen wird im Deutschen auch für die Tatsache verwendet, dass alle existierenden Atomwaffen zusammen ausreichen würden, um die gesamte Menschheit mehrmals auszulöschen.